# Felice Cerruti Beauduc
Felice Cerruti Beauduc (Banducco ou Bauduc), né en 1817 ou en 1818 à Turin et mort le 24 novembre 1896 dans la même ville, est un artiste italien.

## Biographie
Felice Cerruti Beauduc est né en 1817 ou en 1818 à Turin.
Après des études de chirurgie vétérinaire à Fossano, il participe activement aux guerres d'indépendance italiennes de 1840-1850. Il se tourne ensuite vers l'art, étudiant à Paris chez Horace Vernet. Outre les sujets militaires, il peint des portraits, des scènes de genre et des thèmes nord-africains.
Il est surtout connu pour ses peintures de genre et ses scènes militaires, tels que son Bataille avec Solferino et San Martino. Un autre tableau dépeint un épisode de la bataille de Goito. Dans les dernières années de sa carrière, il peint des sujets orientalistes tels que la caravane arabe (1875) et fantaisie arabe (1884).
Il meurt le 24 novembre 1896 dans sa ville natale.
Sa peinture Pasteur dans la campagne romaine est vendue le 29 novembre 1993. 